# Arabski oriks
Arabski oriks (znanstveno ime Oryx leucoryx ) ali beli oriks je srednje velika antilopa z izrazito ramensko izboklino, dolgimi ravnimi rogovi in čopastim repom. Je iz družine Bovidae in najmanjši predstavnik rodu Oryx, ki izvira iz puščavskih in stepskih območij Arabskega polotoka. Arabski oriks je v divjini izumrl v zgodnjih 1970-ih, vendar so ga rešili v živalskih vrtovih in zasebnih rezervatih, leta 1980 pa so ga ponovno naselili v divjino.
Leta 1986 je bil arabski oriks razvrščen kot prizadeta vrsta na Rdečem seznamu IUCN, leta 2011 pa je bil prva žival, ki je ponovno pridobila status ranljive živali, potem ko je bila prej navedena kot izumrla v naravi. Naveden je v dodatku I CITES. Leta 2016 je bila populacija ocenjena na 1220 osebkov v naravi, vključno z 850 odraslimi posamezniki, in 6000–7000 v ujetništvu po vsem svetu.

## Etimologija
Taksonomsko ime Oryx leucoryx je iz grškega orux (gazela ali antilopa) in leukos (bel). Arabski oriks se v hebrejščini imenuje dišon, v arabščini pa je znan kot maha, vudaihi, bakar al-vahš in boosola.
Pruski zoolog Peter Simon Pallas je leta 1767 v znanstveno literaturo uvedel »oriksa«, pri čemer je ime navadnega elanda uporabil kot Antilope oryx (Pallas, 1767). Leta 1777 je ime prenesel na Cape Gemsbok. Istočasno je opisal tudi tisto, kar se zdaj imenuje arabski oriks, kot Oryx leucoryx, njegovo območje razširjenosti pa je opisal kot »Arabijo in morda Libijo«. Leta 1816 je Henri Marie Ducrotay de Blainville razdelil skupino antilop, sprejel Oryx kot ime rodu in spremenil Pallasov Antilope oryx v Oryx gazella (de Blainville, 1818). Leta 1826 je Martin Lichtenstein zamešal stvari s prenosom imena Oryx leucoryx na scimitar oryx (danes Oryx dammah – saharski oriks), ki sta ga v Sudanu našla nemška naravoslovca Wilhelm Friedrich Hemprich in Christian Gottfried Ehrenberg (Lichtenstein, 1826). Arabski oriks je bil takrat brez imena, dokler niso prve žive primerke v Evropi podarili Zoološkemu društvu v Londonu leta 1857. Ker se ni zavedal, da je to morda Oryx leucoryx prejšnjih avtorjev, je dr. John Edward Gray predlagal, da bi ga poimenovali Oryx beatrix po princesi Beatrice iz Združenega kraljestva (Gray, 1857). Čeprav naj bi to ime vztrajalo več let, je Oldfield Thomas leta 1903 preimenoval scimitar oriksa v Oryx algazal (od takrat se je preimenoval v Oryx dammah) in arabskemu oriksu vrnil njegovo prvotno ime. Zmeda med obema vrstama se je še povečala, ker sta se obe v angleščini imenovali beli oriks.

## Anatomija in morfologija
Arabski oriks je visok približno 1 m na plečih in tehta okoli 70 kg. Njegov kožuh je skoraj svetleče bel, spodnji del in noge so rjavi, črne proge pa se pojavijo tam, kjer se glava sreča z vratom, na čelu, na nosu in gredo od roga navzdol čez oko do ust. Oba spola imata dolge, ravne ali rahlo ukrivljene obročaste rogove, ki so dolgi od 50 do 75 cm.
Arabski oriksi počivajo med vročino dneva. Lahko zaznajo padavine in se premaknejo proti njim, kar pomeni, da so široko razširjeni; čreda v Omanu lahko obsega več kot 3000 km2. Črede so mešanega spola in običajno vsebujejo od dve do 15 živali, čeprav so poročali o čredah do 100 osebkov. Arabski oriksi na splošno niso agresivni drug do drugega, kar omogoča, da črede nekaj časa mirno obstajajo.
Razen ljudi so volkovi edini plenilci arabskega oriksa. V ujetništvu in varnih razmerah v divjini imajo arabski oriksi življenjsko dobo do 20 let. V sušnih obdobjih pa se lahko njihova pričakovana življenjska doba znatno skrajša zaradi podhranjenosti in dehidracije. Drugi vzroki smrti vključujejo spopade med samci, kačje ugrize, bolezni in utopitve med poplavami.

## Razširjenost in habitat
Zgodovinsko gledano je arabski oriks verjetno razširjen po večini Bližnjega vzhoda. V zgodnjih 1800-letih jih je bilo še mogoče najti na Sinajskem polotoku, v Palestini, Jordaniji, večjem delu Iraka in večini Arabskega polotoka. V 19. in zgodnjem 20. stoletju je bilo njihovo območje potisnjeno proti Saudovi Arabiji in do leta 1914 jih je le nekaj preživelo zunaj te države. Nekaj jih je bilo v Jordaniji v 1930-ih, toda do sredine 1930-ih so bile edine preostale populacije v puščavi Nefud v severozahodni Saudovi Arabiji in Rub al-Hali na jugu.
V 1930-ih so arabski princi in uradniki naftnih družb začeli loviti arabske orikse z avtomobili in puškami. Lov se je povečeval in nekateri naj bi zaposlovali do 300 vozil. Do sredine 20. stoletja je bila severna populacija dejansko izumrla. O zadnjem arabskem oriksu v naravi pred ponovno naselitvijo so poročali leta 1972.
Arabski oriksi se raje zadržujejo v prodnati puščavi ali trdem pesku, kjer jih bosta njihova hitrost in vzdržljivost zaščitili pred večino plenilcev, pa tudi večino peš lovcev. V peščenih puščavah v Saudovi Arabiji so jih včasih našli v trdih peščenih predelih ravnin med mehkejšimi sipinami in grebeni.
Arabski oriksi so bili ponovno naseljeni v Omanu, Saudovi Arabiji, Izraelu, Združenih arabskih emiratih, Siriji in Jordaniji. V Abu Dabiju so arabske orikse izpustili v naravo na različnih zaščitenih območjih. Živalski vrt Al Ain vzdržuje čredo na otoku Sir Bani YJs, iz katere izvirajo živali. Majhna populacija je bila uvedena na otok Havar v Bahrajnu, velike delno upravljane populacije pa na več mestih v Katarju in ZAE. Celotna ponovno naseljena populacija je zdaj ocenjena na dobrih 1000 osebkov. To postavlja arabskega oriksa precej čez prag 250 zrelih osebkov, potrebnih za pridobitev statusa ogroženega. Vendar pa je večina populacije skoncentrirana v Saudovi Arabiji.

## Ekologija

### Prehrana
Prehrana arabskega oriksa je v glavnem sestavljena iz trav, vendar jedo veliko različnih rastlin, vključno s popki, zelišči, sadjem, gomolji in koreninami. Črede arabskih oriksov sledijo redkemu deževju, da bi jedle nove rastline, ki zrastejo pozneje. Brez vode lahko zdržijo več tednov. Raziskave v Omanu so pokazale, da jedo predvsem trave iz rodu Stipagrostis; cvetov iz rastlin Stipagrostis je bilo največ v surovih beljakovinah in vodi, medtem ko se je zdelo, da so listi boljši vir hrane druge vegetacije.

### Vedenje
Ko arabski oriks ne tava po svojem življenjskem prostoru ali se prehranjuje, izkoplje plitve vdolbine v mehkih tleh pod grmovjem ali drevesi za počitek. Sposobni so zaznati padavine na daljavo in slediti v smeri rasti svežih rastlin. Število osebkov v čredi se lahko zelo razlikuje (občasno poročajo tudi do 100), vendar je povprečje 10 ali manj osebkov. Črede Samcev se ne pojavljajo in posamezni teritorialni samci so redki. Črede vzpostavijo preprosto hierarhijo, ki vključuje vse samice in samce, starejše od približno sedem mesecev. Arabski oriksi po navadi vzdržujejo vizualni stik z drugimi člani črede, pri čemer podrejeni samci zavzamejo položaje med glavnino črede in zunanjimi samicami. Če so ločeni, bodo samci iskali območja, kjer je bila čreda nazadnje in se nastanili v samoti do vrnitve črede. Kjer razmere za vodo in pašo dopuščajo, samci arabskega oriksa vzpostavijo ozemlja. Samci so samotarji. V čredi se ustvari hierarhija prevlade z razkazovanjem postave, ki se izogne nevarnosti resnih poškodb, ki bi jih lahko povzročili njihovi dolgi, ostri rogovi. Samci in samice uporabljajo svoje rogove za obrambo redkih ozemeljskih virov pred vsiljivci.

### Prilagoditve na puščavsko okolje
Arabski oriks spreminja svojo fiziologijo in vedenje v različnih obdobjih leta, da bi povečal preživetje v času, ko sta hrana in voda omejeni. Poleti, ko so suše pogoste v puščavskih okoljih, kjer živi, bo arabski oriks drastično zmanjšal svojo minimalno stopnjo presnove na tešče, tako da bo čez dan ležal popolnoma nedejaven pod senčnimi drevesi in se ponoči premikal po manjših območjih, da bi iskal hrano. Ker pusti, da se njegova telesna temperatura dvigne med vročino dneva, porabi manj hlajenja zaradi izhlapevanja in zadrži več telesne vode, ponoči pa hladen nočni zrak zniža njegovo temperaturo nazaj na normalno območje. Temperaturo arterijske krvi oriksa delno zniža mreža majhnih arterijskih žil z veliko površino, imenovana rete mirabile, ki se razveja od dveh karotidnih arterij do možganov in omogoča izmenjavo toplote med toplo arterijsko krvjo in hladnejšo krvjo v sinusne votline. Zaradi teh sprememb v obnašanju in fiziologiji je bilo dokazano, da lahko arabski oriks zmanjša količino urina, izgubo fekalne vode in stopnjo presnove v mirovanju za vsaj 50 %, kar dokazuje, kako učinkovite so te živali pri preživetju v času, ko je vode in hrane malo.

## Pomen za človeka
Arabski oriks je nacionalna žival Jordanije, Omana, Združenih arabskih emiratov, Bahrajna in Katarja.
Arabski oriks je tudi ime več podjetij na Arabskem polotoku, zlasti Al Maha Airways in Al Maha Petroleum.
V prevodu Biblije kralja Jakoba je beseda re'em prevedena kot samorog. V moderni hebrejščini se ime re'em laban, kar pomeni beli oriks, pomotoma uporablja za oriksa scimitar - oriksi, ki živijo v svetišču Jotvata Hai Bar blizu Eilata. Scimitar oriks se imenuje re'em Sahara. Arabsko ime ri'ïm je enakovredno hebrejskemu imenu re'em, ki prav tako pomeni beli oriks, kar kaže na izposojo v zgodnjem novem veku.
Katarski oriks z imenom »Orry« je bil izbran za uradno maskoto iger za azijske igre 2006 v Dohi  in je prikazan na repu letal bližnjevzhodne letalske družbe Qatar Airways.

### Mit o samorogu
Mit o enorogem samorogu morda temelji na oriksih, ki so izgubili en rog. Aristotel in Plinij Starejši sta menila, da je oriks »prototip« samoroga. Iz določenih zornih kotov se morda zdi, da ima oriks en rog in ne dva in glede na to, da so njegovi rogovi narejeni iz votle kosti, ki ne more ponovno zrasti, če bi arabski oriks izgubil enega od svojih rogov, bi do konca svojega življenja imel samo eno.
Drug vir za koncept je morda izhajal iz prevoda hebrejske besede re'em v grščino kot μονόκερως, monokeros, v Septuaginti. V Psalmu 22:21 je beseda karen, kar pomeni rog, zapisana v ednini. Rimskokatoliška Vulgata in Douay-Rheimsova Biblija sta re'em prevedli kot nosorog; drugi prevodi so imena za divjega bika, divjega vola, bivola ali gaura, vendar je v nekaterih jezikih ohranjena beseda za samoroga. Arabski prevod alrim je etimološko najbolj pravilna izbira, kar pomeni 'beli oriks'.

## Ohranjanje
Živalski vrt Phoenix in Društvo za ohranjanje favne in flore iz Londona (zdaj Fauna and Flora International) sta s finančno pomočjo Svetovnega sklada za naravo zaslužna za rešitev arabskega oriksa pred izumrtjem. Leta 1962 sta ti skupini ustanovili prvo čredo za vzrejo v ujetništvu v katerem koli živalskem vrtu, v živalskem vrtu Phoenix, ki se včasih imenuje »Operacija Oryx«. Začenši z devetimi živalmi, je imel živalski vrt Phoenix več kot 240 uspešnih skotitev. Iz Phoenixa so arabske orikse poslali v druge živalske vrtove in parke, da ustvarijo nove črede.
Leta 1968 je šejk Zayed bin Sultan Al Nahyan iz Združenih arabskih emiratov zaradi skrbi za prosto živeče živali, zlasti parkljarje, kot je arabski oriks, ustanovil živalski vrt Al Ain Zoo, da bi jih ohranil.
Arabske orikse so v divjini lovili do izumrtja do leta 1972. Do leta 1980 se je število arabskih oriksov v ujetništvu povečalo do te mere, da se je začela ponovna naselitev v divjino. Prvo izpustitev v Oman so poskusili z arabskimi oriksi iz parka divjih živali San Diego. Čeprav se je število v Omanu zmanjšalo, so zdaj divje populacije tudi v Saudovi Arabiji in Izraelu. Ena največjih populacij je v zaščitenem območju Mahazat as-Sajd, velikem, ograjenem rezervatu v Saudovi Arabiji, ki pokriva več kot 2000 km2.
Junija 2011 je bil arabski oriks ponovno uvrščen na Rdeči seznam IUCN kot ranljiv. IUCN je ocenil, da je bilo do 4. decembra 2020 v naravi več kot 1200 arabskih oriksov, od tega jih je 6000–7000 v ujetništvu po vsem svetu v živalskih vrtovih, rezervatih in zasebnih zbirkah. Nekateri od teh so v velikih, ograjenih prostorih (prosto gostovanje), vključno s tistimi v Siriji (Al Talila), Bahrajnu, Katarju in ZAE. To je prvič, da je IUCN ponovno razvrstil vrsto kot ranljivo, potem ko je bila navedena kot izumrla v naravi. Arabski oriks je prav tako naveden v dodatku I CITES.
Hud krivolov za nezakonito prodajo oriksa zunaj države je zmanjšal populacijo na nevzdržno raven. Do konca leta 2011 je bila populacija v ujetništvu v rezervatu za divje živali Al Vusta 381, divja populacija pa 61. Druga vzrejna populacija je v Centru za vzrejo sesalcev v Maskatu. Decembra 2011 je bilo v tem objektu za vzrejo 268 arabskih oriksov.
31. december 2018 je bil po podatkih Oman Mammal Breeding Centre- Royal Court Affairs v Omanu 401 arabski oriks (151 samcev in 170 samic.. V rezervatu Al Wusta Wildlife Reserve pa 637. STanje se torej izboljšuje.

### Stanje
Transnacionalni generalni sekretariat za ohranitev arabskega oriksa (General Secretariat for the Conservation of the Arabian Oryx ) daje naslednje podatke o staležu na državo članico.
| Država          | Stalež |
| --------------- | ------ |
| Bahrajn         | 144    |
| Irak            | k. A.  |
| Jemen           | 1      |
| Jordanija       | 111    |
| Katar           | 1.546  |
| Kuvajt          | 13     |
| Oman            | 961    |
| Saudova Arabija | 1.331  |
| Sirija          | 70     |
| ZAE             | 10.203 |

## Galerija
- V zahodni regiji Abu Dhabija
- V živalskem vrtu Dvůr Králové, Češka
- Ranč antilop, naravni rezervat Yotvata Hai-Bar, Izrael

## Rezervat divjih živali v Al Vusti
Rezervat za divje živali v Al Vusta (prej zavetišče arabskega oriksa) je zatočišče za živali v omanski osrednji puščavi in obalnih gričih. Prej vključeno na Unescov seznam svetovne dediščine, je leta 2007 postalo prvo območje, ki je bilo umaknjeno s seznama svetovne dediščine.
Vrste, ki naseljujejo rezervat, so gorska gazela (Gazella gazella), nubijski kozorog (Capra nubiana), arabski volk (Canis lupus arabs), medarski jazbec in karakal.
28. junija 2007 je bilo omansko zatočišče arabskega oriksa prvo mesto, ki je bilo umaknjeno s seznama Unescove svetovne dediščine. Unescov razlog za to je bila odločitev omanske vlade, da bo 90 % območja odprla za iskanje nafte. Populacija arabskega oriksa na lokaciji se je zmanjšala s 450 leta 1996 na samo 65 leta 2007. Zdaj so na lokaciji ostali manj kot štirje vzrejni pari.